# Polska na Halowych Mistrzostwach Europy w Lekkoatletyce 1976
Polska na Halowych Mistrzostwach Europy w Lekkoatletyce 1976 – reprezentacja Polski podczas zawodów w Monachium zdobyła pięć medali w tym jeden złoty.

## Wyniki reprezentantów Polski

### Mężczyźni
- bieg na 60 m
  - Zenon Nowosz zajął 5. miejsce
  - Andrzej Świerczyński odpadł w półfinale
- bieg na 400 m
  - Grzegorz Mądry zajął 3. miejsce
  - Waldemar Szlendak odpadł w eliminacjach
- bieg na 1500 m
  - Daniel Jańczuk zajął 6. miejsce
  - Eugeniusz Frąckowiak odpadł w eliminacjach
- bieg na 3000 m
  - Józef Ziubrak zajął 2. miejsce
- bieg na 60 m przez płotki
  - Zbigniew Jankowski zajął 3. miejsce
  - Adam Galant odpadł w półfinale
  - Andrzej Ziółkowski odpadł w półfinale
- skok wzwyż
  - Jarosław Gwóźdź zajął 8. miejsce
- skok o tyczce
  - Romuald Murawski zajął 8.-10. miejsce
  - Wiesław Szkolnicki zajął 8.-10. miejsce
  - Mariusz Klimczyk zajął 11. miejsce
- skok w dal
  - Marek Szczepański zajął 12. miejsce
- trójskok
  - Andrzej Sontag zajął 8. miejsce
  - Eugeniusz Biskupski zajął 9. miejsce

### Kobiety
- bieg na 60 m
  - Małgorzata Bogucka odpadła w półfinale
  - Helena Fliśnik odpadła w półfinale
- bieg na 800 m
  - Jolanta Januchta odpadła w eliminacjach
- bieg na 1500 m
  - Czesława Surdel zajęła 9. miejsce
- bieg na 60 m przez płotki
  - Grażyna Rabsztyn zajęła 1. miejsce
  - Bożena Nowakowska zajęła 3. miejsce
  - Teresa Nowak zajęła 5. miejsce
- pchnięcie kulą
  - Ludwika Chewińska zajęła 8. miejsce